# Mundo Deportivo
Mundo Deportivo (fino al luglio 1999 El Mundo Deportivo) è un quotidiano sportivo spagnolo con sede a Barcellona. È il quotidiano sportivo più antico di Spagna e il secondo a livello europeo (è stato fondato nel 1906, dieci anni dopo l'italiana Gazzetta dello Sport).
Si concentra sugli avvenimenti sportivi della Catalogna, con particolare riferimento ai rami calcistico e cestistico del Futbol Club Barcelona.
Con 1.337.000 lettori al giorno in Spagna è il sesto quotidiano più letto nel paese.